# کانداوا
کانداوا (به آلمانی: Kandau) شهرکی در لتونی با جمعیت ۳٬۸۱۶ نفر است که در kandava municipality واقع شده‌است.